# 英皇愛德華路 (溫哥華)
英皇愛德華路（英語：King Edward Avenue）是加拿大卑詩省溫哥華的一條東西向主幹道。該道路西起冠冕街（Crown Street），毗鄰大學保留地，東至堅盛頓-松柏屋區的京士威道（Kingsway）。安大略街將該路分為英皇愛德華西路（West King Edward Avenue）與英皇愛德華東路（East King Edward Avenue）。在福溪以南的溫哥華編號道路網格中，英皇愛德華路通常被稱為25街。主要相交道路從西到東為登巴街（Dunbar Street）、麥當勞街（Macdonald Street）、阿標特斯街（Arbutus Street）、加蘭護街（Granville Street）、橡樹街（Oak Street）、甘比街（Cambie Street）、緬街（Main Street）、菲沙街（Fraser Street）、乃街（Knight Street）及京士威道。
英皇愛德華路路面寬闊，綠草如茵，綠樹成蔭。該路穿過不同的住宅區及商業區。天車英皇愛德華站位於其與甘比街相交的路口。

## 歷史
該路為紀念1901至1910年在位的愛德華七世而命名。它在灰角區的路段於1912年正式命名，但穿過南溫哥華市的路段直到1929年才獲命名。該路寬闊的分隔帶一直處於荒蕪狀態，直到20世紀40年代獲市府綠化為止。